# Shoot Straight
Shoot Straight est un film muet américain réalisé par J. A. Howe et sorti en 1923.

## Fiche technique
- Réalisation : J. A. Howe
- Production : Hal Roach Studios
- Genre: comédie
- Date de sortie :
  - États-Unis : 11 mars 1923

## Distribution
- James Parrott
- Jobyna Ralston